# Periferia del Mondo

Periferia Del Mondo è un gruppo musicale italiano che rientra nel filone del neo-progressive.

## Storia del gruppo
Periferia Del Mondo è una band rock nata a Roma nel 1994 da un'idea del sassofonista e cantante Alessandro Papotto, del chitarrista Giovanni Tommasi e del bassista Claudio Braico ai quali si aggiungono il batterista Tony Zito e il tastierista Bruno Vegliante. Questa formazione rimarrà invariata fino ai giorni nostri.
Il gruppo fa il suo esordio discografico nel 2000 con l'album "In ogni luogo, in ogni tempo", edito dall'etichetta ligure Comet/Akarma. L'album vede la partecipazione di alcuni ospiti tra cui Francesco Di Giacomo del Banco del Mutuo Soccorso che canta ne L'infedele,.
Il secondo album, "Un milione di voci" esce, sempre per la Comet/Akarma, nel 2002. L'album è caratterizzato dalle influenze del prog italiano (Arti & Mestieri) e straniero (King Crimson del periodo John Wetton), con intermezzi acustici o sperimentali più vicini ai lavori solisti di Anthony Phillips.
Nel 2006 il gruppo firma per l'etichetta torinese Electromantic Music, label di proprietà di Beppe Crovella degli Arti & Mestieri. Lo stesso anno, dopo quattro anni dall'ultimo lavoro, esce il terzo album "Perif3ria Del Mondo", che contrariamente ai due precedenti, non conta la presenza di ospiti esterni alla band.
Nel 2010, i Periferia del Mondo firmano per la label Aereostella, etichetta milanese di proprietà di Iaia De Capitani e Franz Di Cioccio della PFM. 
 La label ristampa il terzo album e il quintetto partecipa al Prog Exhibition,  Festival svoltosi il 5-6 novembre 2010 al Tendastrisce di Roma per il quarantennale della musica progressiva in Italia, alla quale partecipano gruppi storici insieme ad esponenti del neo progressive italiano.
Nel 2013, esce il quarto album "Nel regno dei ciechi", sempre per l'etichetta Aereostella..

## Formazione
Line up
- Claudio Braico - bass
- Alessandro Papotto - vocals and woodwinds
- Giovanni Tommasi - guitars
- Bruno Vegliante - keyboards
- Tony Zito - drums

Ex membri
- Alberto D'Annibale - violino (2000-2002)

Ospiti
- Francesco Di Giacomo (Banco del Mutuo Soccorso) (nell'album In ogni luogo, in ogni tempo)
- Rodolfo Maltese (Banco del Mutuo Soccorso) (nell'album In ogni luogo, in ogni tempo)
- Vittorio Nocenzi (Banco del Mutuo Soccorso) (nell'album Un milione di voci)
- Mauro Pagani (PFM) (nell'album Un milione di voci)
- Luca Sapio (Area e Quintorigo) (nell'album Un milione di voci)
- Massimo Alviti (Indaco) (nell'album Un milione di voci)
- Alessandro Corsi (Il Balletto di Bronzo) (nell'album Un milione di voci)

## Discografia
Albums
- 2000 - LP e CD - IN OGNI LUOGO, IN OGNI TEMPO - Comet Records
- 2002 - LP e CD - UN MILIONE DI VOCI - Comet Records
- 2006 - CD - PERIF3RIA DEL MONDO - Electromantic Music
- 2011 - CD - PERIF3RIA DEL MONDO - Aereostella (Ristampa del precedente titolo)
- 2013 - CD - NEL REGNO DEI CIECHI - Aereostella

Compilation / Antologie
- 2000 - CD - OMAGGIO A DEMETRIO STRATOS 1999 - Mellow Records (sono presenti i seguenti brani: "Brand-y" e "Arbeit Macht Frei")
- 2005 - DVD - GOUVEIA ART ROCK 2004 - Portugal Progressivo (sono presenti i seguenti brani: "Luci da un universo neonato", "Percezioni della memoria", "Un borghese piccolo piccolo", "Incanti e perplessità", "Can stop", "Periferia del mondo", "Brand-y", "Solo clarinetto", "L'infedele")
- 2011 - CD e DVD - PROG EXHIBITION 2010 - Aereostella (sono presenti i seguenti brani: "L'infedele", "Suite Mediterranea", "The ghost in the shell").